# Замогила
Замоги́ла — село у Путильській селищній громаді Вижницького району Чернівецької області України.